# Galium adhaerens
Galium adhaerens là một loài thực vật có hoa trong họ Thiến thảo. Loài này được Boiss. & Balansa mô tả khoa học đầu tiên năm 1856.